# 勝本城

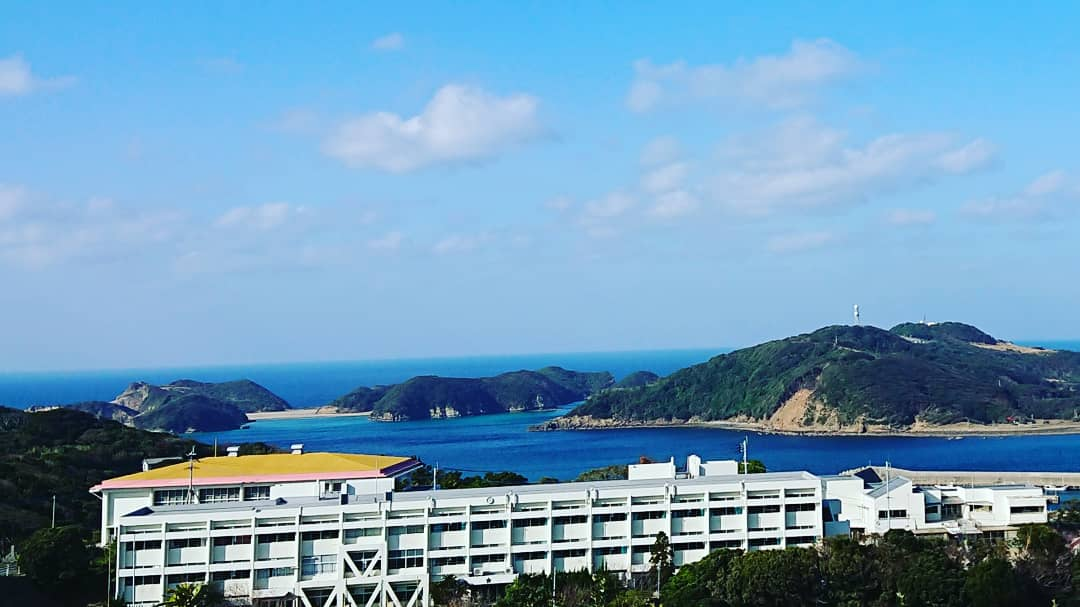
勝本城跡（城山公園）からの眺め

勝本城（かつもとじょう）は、長崎県壱岐市勝本町坂本触（壱岐国壱岐郡勝本）にあった安土桃山時代の日本の城。別称風本（かざもと）城・武末城・雨瀬包（あませかね）城。国の史跡に指定されている。

## 概要
豊臣秀吉が文禄・慶長の役に際して本陣の名護屋城から朝鮮への経由地となる壱岐と対馬に兵站基地となる城を築くことを命じ、壱岐においては島の領主である松浦鎮信が主に築城にあたることになった。1591年（天正19年）夏から工期約4ヶ月というごく短期間に築かれ、文禄・慶長の役を通じ利用された。
1598年（慶長3年）に秀吉が没し朝鮮から撤兵した後は建物は取り壊された。

## 遺構
現在は勝本港を望む城山の山頂部に本丸跡の石垣や礎石群が残されており、城山公園として整備されている。公園内に城山稲荷神社が鎮座しており、本丸跡からは勝本小学校の先に勝本港、若宮島、辰の島、名烏島などが見える。
- 石垣
- 大手門跡

## 周辺
- 河合曾良終焉の地 - 主郭の隅にも歌碑が残る。
- 天ヶ原遺跡
- 聖母宮
- 壱岐市立勝本小学校

## アクセス
- 壱岐交通バス「城山」バス停下車、徒歩5分。